# 角川文庫SFジュブナイル
「角川文庫SFジュブナイル」（かどかわぶんこSFジュブナイル）は、1976年から1978年にかけ、角川書店・角川文庫で刊行されたSF小説の文庫レーベル。

## 一覧
1. 『イルカの島』（Dolphin Island、アーサー・C・クラーク、高橋泰邦訳） 1976.7
2. 『冥王星の謎 宇宙船スーパー・ノヴァ号の冒険1』（Super Nova and the Rogue Satellite、アンガス・マクヴィカー、滝沢比依子訳） 1976.7
3. 『謎の冷凍人間 宇宙船スーパー・ノヴァ号の冒険2』（Super Nova and the Frozen Man、アンガス・マクヴィカー、中上守訳） 1976.11
4. 『宇宙の呼び声』（The Rolling Stones、ロバート・A・ハインライン、福島正実訳） 1976.7
5. 『宇宙怪獣ラモックス』（The Star Beast、ロバート・A・ハインライン、福島正実訳） 1976.9
6. 『タイタンの反乱』（Trouble on Titan、アラン・E・ナース、中上守訳） 1976.8
7. 『第十番惑星』（Десятая планета、セルゲイ・ベリャーエフ、袋一平訳） 1976.8 - 「宇宙の神秘」を併録
8. 『タイム・トンネルの冒険』（Tunnel Through Time、レスター・デル・リイ、白木茂訳） 1976.8
9. 『冷たい壁』（Le Mur Du Froid、イヴェット・M・ロワゾー、長島良三訳） 1976.9
10. 『キング・コング』（King Kong、エドガー・ウォーレス＆メアリ・C・クーパー、各務三郎訳） 1976.11
11. 『宇宙監視員ラッキー・スター 1 天狼星（シリウス）の侵略』（David Star: Space Ranger、アイザック・アシモフ、中尾明訳） 1976.12
12. 『宇宙監視員ラッキー・スター 2 小惑星（アステロイド）の海賊』（Lucky Star and the Pirates of the Asteroids、アイザック・アシモフ、中尾明訳） 1977.9
13. 『タイムスリップ』（Timeslip、ブルーズ・スチュワート＆J・R・ボズウェル、亀山龍樹訳） 1977.3
14. 『謎のロボット星』（Phobos, The Robot Planet、ポウル・カポン、亀山龍樹訳） 1977.4
15. 『惑星ドーンの少年』（The Boy Who Had the Power、ジーン＆ジェフ・サットン、滝沢比佐子訳） 1977.6
16. 『月面基地SOS!』（Moon Base One、レイモンド・F・ジョーンズ、久保田幸子訳） 1977.7
17. 『深海の恐竜』（Undersea Fleet、フレデリック・ポール＆ジャック・ウイリアムスン、久米穣訳） 1978.2
18. 『未来少年コナン』（The Incredible Tide、アレグザンダー・ケイ、内田庶訳） 1978.3
19. 『星の彼方のアトランティス』（La Machination、クリスチャン・グルニエ、蒲田耕二訳） 1978.9
20. 『謎の大陸アトランティス』（Attack from Atlantis、レスター・デル・リイ、内田庶訳） 1976.6
21. 『ネス湖の怪物』（The Molecule Men: Two Short Novels、フレッド＆ジェフリィ・ホイル、関口幸男訳） 1977.3 - 「分子人間」を併録